# Europamästerskapen i fälttävlan 1999
Europamästerskapen i fälttävlan 1999 arrangerades i Luhmühlen, Tyskland. Tävlingen var den 24:e upplagan av Europamästerskapen i fälttävlan.

## Resultat
| Placering | Ryttare         | Häst         | Land |
| --------- | --------------- | ------------ | ---- |
| 1         | Pippa Funnell   | Supreme Rock | GBR  |
| 2         | Linda Algotsson | Stand By Me  | SWE  |
| 3         | Paula Törnqvist | SAS Monaghan | SWE  |
| 4         | Piia Pantsu     | SW Uppercut  | FIN  |
| 44        | Anna Nilsson    | Azzaro Z     | SWE  |
| 47        | Annica Claeson  | Raskolnikov  | SWE  |

| Placering | Land           |
| --------- | -------------- |
| 1         | Storbritannien |
| 2         | Tyskland       |
| 3         | Belgien        |
| 5         | Sverige        |